# In My Mind
«In My Mind» —en español: «En mi mente»— es una canción de música electrónica realizada por el productor australiano Ivan Gough junto al dúo australiano Feenixpawl. Cuenta con la colaboración de la vocalista anglo-australiana Georgi Kay. Fue lanzado el 30 de enero de 2012, por Axtone Records, el sello de Axwell. En noviembre de 2012, ganó el premio ARIA Music Awards en la categoría Mejor lanzamiento dance. Además recibió la certificación de disco de oro otorgado por la Australian Recording Industry Association, y fue nominado en los Premios Grammy de 2013 en la categoría "Mejor grabación remixada, no clásica", gracias al remix de Axwell.
El rapero estadounidense Flo Rida incluyó en su álbum Wild Ones una versión titulada "In My Mind, Part 2". Llegó a ocupar la ubicación #44 en Australia.

## Video musical
El video fue dirigido por Declan Whitebloom. "In My Mind" fue elegido por Kia Motors para promocionar su campaña publicitaria en 2013 para los Estados Unidos titulado "Bringing Down the House" y el lanzamiento del video, hizo su debut en más de 18.000 pantallas de cine durante los MTV Video Music Awards el 6 de septiembre de 2012. El video muestra a cuatro chicas que salen de paseo en su KIA por las carreteras de California, en lo que parece ser la demostración de algunos de los sueños y el amor compartido entre un grupo de amigas.

## Lista de canciones
Descarga digital
1. In My Mind (Axwell Mix) – 6:39
2. In My Mind (Axwell Radio Edit) – 3:05
3. In My Mind (Original Mix) – 7:22

Descarga digital (Remix)
1. In My Mind (Walden Remix) – 5:40

## Posicionamiento en listas y certificaciones
| Lista (2012)                                | Mejor posición |
| ------------------------------------------- | -------------- |
| Australia (ARIA)                            | 29             |
| Australia (ARIA Club Chart)                 | 1              |
| Bélgica (Flandes) (Ultratip Bubbling Under) | 33             |
| Bélgica (Valonia) (Ultratip Bubbling Under) | 30             |
| Países Bajos (Dutch Top 40)                 | 37             |

| País      | Organismo certificador | Certificación | Ventas |
| --------- | ---------------------- | ------------- | ------ |
| Australia | ARIA                   | Disco de Oro  | 35 000 |

### Sucesión en listas
| Predecesor: «Everybody Get Up» de Jam Xpress & Seany B | ARIA Club Chart — Sencillo número uno 27 de febrero de 2012 — 13 de mayo de 2012 (12 semanas) | Sucesor: «The Night Out» de Martin Solveig |